# مدخرات
ديسكوفر في علم الاقتصاد (بالإنجليزية:Saving أو Savings) عندما يدخر شخص شيئا من ماله فهو يكوّن مدخرات. وتوجد للادخار طرق عديدة، منها ادخار النقود في أحد المصارف أو بالتعاقد مع مؤسسة للادخار لتكوين معاش. ويعني الادخار أيضا تخفيض المصروفات، مثل مصروفات السفر وغيرها. والادخار وسيلة للحفاظ على المال أو جزء منه، وبعكس الاستثمار الذي يتضمن شيئا من المجازفة.

## سعر الفائدة
افترض علم الاقتصاد الكلاسيكي أن أسعار الفائدة ستتكيف مع الادخار والاستثمار، وتجنب تراكم المخزونات (فائض عام في الإنتاج). سيؤدي ارتفاع الادخار إلى انخفاض أسعار الفائدة، مما يؤدي إلى تحفيز الاستثمار، وبالتالي فإن الاستثمار دائمًا ما يساوي الادخار. لكن جون ماينارد كينز جادل بأن لا الادخار ولا الاستثمار كانا متجاوبين للغاية مع أسعار الفائدة (أي أن كلاهما كان غير مرن للفائدة) لذا كانت هناك حاجة لتغييرات كبيرة في أسعار الفائدة لإعادة المساواة بينهما بعد تغيير واحد. علاوة على ذلك، كان الطلب على مخزون المال وإمداداته هو الذي يحدد أسعار الفائدة على المدى القصير. وبالتالي، يمكن أن يتجاوز الادخار الاستثمار لفترة طويلة من الوقت، مما يتسبب في حدوث تخمة عامة وركود.

## الادخار في التمويل الشخصي
ضمن التمويل الشخصي، يتوافق عمل الادخار مع الاحتفاظ الاسمي بالمال لاستخدامه في المستقبل. عادةً ما يتم استخدام حساب الودائع الذي يدفع الفائدة للاحتفاظ بالمال من أجل الاحتياجات المستقبلية، مثل صندوق الطوارئ، لإجراء شراء رأسمالي (سيارة، منزل، إجازة، إلخ) أو لمنحه لشخص آخر (مثل أطفال، فاتورة ضريبية).
ضمن التمويل الشخصي، تعتبر الأموال المستخدمة في شراء الأسهم أو وضعها في صندوق استثمار أو استخدامها لشراء أي أصل حيث يوجد عنصر من مخاطر رأس المال استثمارًا. هذا التمييز مهم لأن مخاطر الاستثمار يمكن أن تتسبب في خسارة رأس المال عند تحقيق الاستثمار، على عكس الادخار (الادخار النقدي). تعتبر حسابات التوفير النقدية ذات مخاطر قليلة. في الولايات المتحدة، يتعين على جميع البنوك أن يكون لديها تأمين على الودائع، وعادة ما تصدره المؤسسة الفيدرالية للتأمين على الودائع أو FDIC. في الحالات القصوى، يمكن أن يتسبب فشل البنك في فقدان الودائع كما حدث في بداية الكساد الكبير. وقد حالت مؤسسة التأمين الفيدرالية (FDIC) دون حدوث ذلك منذ ذلك الحين.
في كثير من الحالات، يتم استخدام مصطلحي الادخار والاستثمار بالتبادل. على سبيل المثال، يتم تصنيف العديد من حسابات الإيداع على أنها حسابات استثمار من قبل البنوك لأغراض التسويق. كقاعدة عامة، إذا تم «استثمار» المال نقدًا، فهو عبارة عن مدخرات. إذا تم استخدام المال لشراء بعض الأصول التي من المأمول أن تزداد قيمتها بمرور الوقت، ولكن هذا قد يتقلب في القيمة السوقية، فهو استثمار.